# Zhenghe
För andra betydelser, se Zhenghe (olika betydelser).
Zhenghe, även känt som Chengho, är ett härad inom staden Nanping i provinsen Fujian i sydöstra Kina.
Zhenghe är indelat i ett stadsdelsdistrikt, fyra köpingar och fem socknar.
Stadsdelsdistrikt (jiedao):

- Xiongshan (熊山街道)

Köpingar (zhen):

- Dongping (东平镇)
- Shitun (石屯镇)
- Tieshan (铁山镇)
- Zhenqian (镇前镇)

Socknar (xiang):

- Chengyuan (澄源乡)
- Lingyao (岭腰乡)
- Waitun (外屯乡)
- Xingxi (星溪乡)
- Yangyuan (杨源乡)